# De Koempoelan van Tante Lien
De Koempoelan van Tante Lien is een muziekalbum, in 1981 in de Wisseloordstudio's van Phonogram Records met publiek opgenomen alsof het Tante Liens huiskamer was. Het personage Tante Lien, gespeeld door Wieteke van Dort, ontving onder anderen Elly Ruimschotel, Gerard Cox, Willem Nijholt en Guus Becker als gasten. Harry Bannink had de muzikale leiding, Robert Kreis, Eduard Koning en Odille Jansen waren naast Van Dort verantwoordelijk voor de teksten. 

## Nummers
1. Tune en welkomstwoordje
2. Liedje van verlangen
3. Komt binnen
4. Mevrouw de Gunst in de ban van de zwarte kunst
5. Jalan kenangan
6. Kokkie (Elly Ruimschotel)
7. Schoolherinneringen
8. Rijtjeslied
9. Afscheid van Indië
10. Ajo tidur
11. Rijbewijs
12. Het betjaklied
13. Stamboel Betawi (Guus Becker)
14. Moeloet Trembel (Elly Ruimschotel)
15. My pair lady
16. Naaktstrand
17. Ajoen, ajoen
18. Terang boelang, tante Lien's afscheid
19. Mijn kleine nasibal
20. Indo bingo bal